# Michael Atiyah
Michael Francis Atiyah, OM, FRS (Hampstead, Londres, 22 de abril de 1929 — 11 de janeiro de 2019), foi um matemático britânico de origem libanesa, considerado um dos expoentes da geometria do século XX.
Atiyah foi Professor Saviliano de Geometria em Oxford, mantendo esta carreira de 1963 até 1969, quando foi nomeado professor de matemática no Instituto de Estudos Avançados de Princeton.
Seu trabalho pioneiro em conjunto com Isadore Singer levou à prova do  teorema do índice de Atiyah-Singer na década de 1960, resultado que serviu de base para o desenvolvimento de vários ramos da matemática desde então. Foi presidente da Sociedade Real de Edimburgo, de 2005 a 2008.
Também fundou, antes e conjuntamente com Friedrich Hirzebruch, o estudo de outra grande ferramenta da topologia algébrica: a K-teoria topológica. Foi inspirada pelo trabalho de Alexander Grothendieck ao generalizar o teorema de Riemann-Roch, e gerou a K-teoria algébrica e muitas aplicações em física matemática.

### Livros
Esta subseção lista todos os livros escritos por Atiyah; omite alguns livros que ele editou.
- Atiyah, Michael F.; Macdonald, Ian G. (1969), Introduction to commutative algebra, Addison-Wesley Publishing Co., Reading, Mass.-London-Don Mills, Ont., MR 0242802. A classic textbook covering standard commutative algebra.
- Atiyah, Michael F. (1970), Vector fields on manifolds, Arbeitsgemeinschaft für Forschung des Landes Nordrhein-Westfalen, Heft 200, Cologne: Westdeutscher Verlag, MR 0263102. Reprinted as (Atiyah 1988b, item 50).
- Atiyah, Michael F. (1974), Elliptic operators and compact groups, Lecture Notes in Mathematics, Vol. 401, Berlin, New York: Springer-Verlag, MR 0482866. Reprinted as (Atiyah 1988c, item 78).
- Atiyah, Michael F. (1979), Geometry of Yang–Mills fields, Scuola Normale Superiore Pisa, Pisa, MR 554924. Reprinted as (Atiyah 1988e, item 99).
- Atiyah, Michael F.; Hitchin, Nigel (1988), The geometry and dynamics of magnetic monopoles, ISBN 978-0-691-08480-0, M. B. Porter Lectures, Princeton University Press, MR 934202, doi:10.1515/9781400859306. Reprinted as (Atiyah 2004, item 126).
- Atiyah, Michael F. (1988a), Collected works. Vol. 1 Early papers: general papers, ISBN 978-0-19-853275-0, Oxford Science Publications, The Clarendon Press Oxford University Press, MR 951892.
- Atiyah, Michael F. (1988b), Collected works. Vol. 2 K-theory, ISBN 978-0-19-853276-7, Oxford Science Publications, The Clarendon Press Oxford University Press, MR 951892.
- Atiyah, Michael F. (1988c), Collected works. Vol. 3 Index theory: 1, ISBN 978-0-19-853277-4, Oxford Science Publications, The Clarendon Press Oxford University Press, MR 951892.
- Atiyah, Michael F. (1988d), Collected works. Vol. 4 Index theory: 2, ISBN 978-0-19-853278-1, Oxford Science Publications, The Clarendon Press Oxford University Press, MR 951892.
- Atiyah, Michael F. (1988e), Collected works. Vol. 5 Gauge theories, ISBN 978-0-19-853279-8, Oxford Science Publications, The Clarendon Press Oxford University Press, MR 951892.
- Atiyah, Michael F. (1989), K-theory, ISBN 978-0-201-09394-0, Advanced Book Classics 2nd ed. , Addison-Wesley, MR 1043170. First edition (1967) reprinted as (Atiyah 1988b, item 45).
- Atiyah, Michael F. (1990), The geometry and physics of knots, ISBN 978-0-521-39521-2, Lezioni Lincee. [Lincei Lectures], Cambridge University Press, MR 1078014, doi:10.1017/CBO9780511623868. Reprinted as (Atiyah 2004, item 136).
- Atiyah, Michael F. (2004), Collected works. Vol. 6, ISBN 978-0-19-853099-2, Oxford Science Publications, The Clarendon Press Oxford University Press, MR 2160826.
- Atiyah, Michael F. (2007), Siamo tutti matematici (Italian: We are all mathematicians), ISBN 978-88-8323-157-5, Roma: Di Renzo Editore, p. 96
- Atiyah, Michael (2014), Collected works. Vol. 7. 2002-2013, ISBN 978-0-19-968926-2, Oxford Science Publications, The Clarendon Press Oxford University Press, MR 3223085.
- Atiyah, Michael F.; Iagolnitzer, Daniel; Chong, Chitat (2015), Fields Medallists' Lectures (3rd Edition), ISBN 978-981-4696-18-0, World Scientific, doi:10.1142/9652.

### Artigos selecionados (em inglês)
- Atiyah, Michael F. (1961), «Characters and cohomology of finite groups», Inst. Hautes Études Sci. Publ. Math., 9: 23–64, doi:10.1007/BF02698718. Reprinted in (Atiyah 1988b, paper 29).
- Atiyah, Michael F.; Hirzebruch, Friedrich (1961), «Vector bundles and homogeneous spaces», ISBN 9780821814031, Proc. Sympos. Pure Math. AMS, Proceedings of Symposia in Pure Mathematics, 3: 7–38, doi:10.1090/pspum/003/0139181. Reprinted in (Atiyah 1988b, paper 28).
- Atiyah, Michael F.; Segal, Graeme B. (1969), «Equivariant K-Theory and Completion», Journal of Differential Geometry, 3 (1–2): 1–18, doi:10.4310/jdg/1214428815. Reprinted in (Atiyah 1988b, paper 49).
- Atiyah, Michael F. (1976), «Elliptic operators, discrete groups and von Neumann algebras», Colloque "Analyse et Topologie" en l'Honneur de Henri Cartan (Orsay, 1974), Asterisque, 32–33, Soc. Math. France, Paris, pp. 43–72, MR 0420729. Reprinted in (Atiyah 1988d, paper 89). Formulation of the Atiyah "Conjecture" on the rationality of the L2-Betti numbers.
- Atiyah, Michael F.; Singer, Isadore M. (1963), «The Index of Elliptic Operators on Compact Manifolds», Bull. Amer. Math. Soc., 69 (3): 322–433, doi:10.1090/S0002-9904-1963-10957-X. An announcement of the index theorem. Reprinted in (Atiyah 1988c, paper 56).
- Atiyah, Michael F.; Singer, Isadore M. (1968a), «The Index of Elliptic Operators I», Annals of Mathematics, 87 (3): 484–530, JSTOR 1970715, doi:10.2307/1970715. This gives a proof using K theory instead of cohomology. Reprinted in (Atiyah 1988c, paper 64).
- Atiyah, Michael F.; Segal, Graeme B. (1968), «The Index of Elliptic Operators: II», Annals of Mathematics, Second Series, 87 (3): 531–545, JSTOR 1970716, doi:10.2307/1970716. This reformulates the result as a sort of Lefschetz fixed point theorem, using equivariant K theory. Reprinted in (Atiyah 1988c, paper 65).
- Atiyah, Michael F.; Singer, Isadore M. (1968b), «The Index of Elliptic Operators III», Annals of Mathematics, Second Series, 87 (3): 546–604, JSTOR 1970717, doi:10.2307/1970717. This paper shows how to convert from the K-theory version to a version using cohomology. Reprinted in (Atiyah 1988c, paper 66).
- Atiyah, Michael F.; Singer, Isadore M. (1971), «The Index of Elliptic Operators IV», Annals of Mathematics, Second Series, 93 (1): 119–138, JSTOR 1970756, doi:10.2307/1970756 This paper studies families of elliptic operators, where the index is now an element of the K-theory of the space parametrizing the family. Reprinted in (Atiyah 1988c, paper 67).
- Atiyah, Michael F.; Singer, Isadore M. (1971), «The Index of Elliptic Operators V», Annals of Mathematics, Second Series, 93 (1): 139–149, JSTOR 1970757, doi:10.2307/1970757. This studies families of real (rather than complex) elliptic operators, when one can sometimes squeeze out a little extra information. Reprinted in (Atiyah 1988c, paper 68).
- Atiyah, Michael F.; Bott, Raoul (1966), «A Lefschetz Fixed Point Formula for Elliptic Differential Operators», Bull. Am. Math. Soc., 72 (2): 245–50, doi:10.1090/S0002-9904-1966-11483-0. This states a theorem calculating the Lefschetz number of an endomorphism of an elliptic complex. Reprinted in (Atiyah 1988c, paper 61).
- Atiyah, Michael F.; Bott, Raoul (1967), «A Lefschetz Fixed Point Formula for Elliptic Complexes: I», Annals of Mathematics, Second Series, 86 (2): 374–407, JSTOR 1970694, doi:10.2307/1970694 (reprinted in (Atiyah 1988c, paper 61))and Atiyah, Michael F.; Bott, Raoul (1968), «A Lefschetz Fixed Point Formula for Elliptic Complexes: II. Applications», Annals of Mathematics, Second Series, 88 (3): 451–491, JSTOR 1970721, doi:10.2307/1970721. Reprinted in (Atiyah 1988c, paper 62). These give the proofs and some applications of the results announced in the previous paper.
- Atiyah, Michael F.; Bott, Raoul; Patodi, Vijay K. (1973), «On the heat equation and the index theorem» (PDF), Invent. Math., 19 (4): 279–330, Bibcode:1973InMat..19..279A, MR 0650828, doi:10.1007/BF01425417; Atiyah, Michael F.; Bott, R.; Patodi, V. K. (1975), «Errata», Invent. Math., 28 (3): 277–280, Bibcode:1975InMat..28..277A, MR 0650829, doi:10.1007/BF01425562 Reprinted in (Atiyah 1988d, paper 79, 79a).
- Atiyah, Michael F.; Schmid, Wilfried (1977), «A geometric construction of the discrete series for semisimple Lie groups», Invent. Math., 42: 1–62, Bibcode:1977InMat..42....1A, MR 0463358, doi:10.1007/BF01389783; Atiyah, Michael F.; Schmid, Wilfried (1979), «Erratum», Invent. Math., 54 (2): 189–192, Bibcode:1979InMat..54..189A, MR 0550183, doi:10.1007/BF01408936. Reprinted in (Atiyah 1988d, paper 90).
- Atiyah, Michael (2010), Edinburgh Lectures on Geometry, Analysis and Physics, Bibcode:2010arXiv1009.4827A, arXiv:1009.4827v1

## Prêmios
- Medalha Fields (1966)
- Prêmio Internacional Rei Faisal (1987)
- Prêmio Abel (2004)